# Marion Stein
Maria Donata Nanetta Paulina Gustava Erwina Wilhelmine Stein, mais conhecida como Marion Stein, (Viena, 18 de outubro de 1926 — 6 de março de 2014) foi uma notável pianista austríaca.
Marion Stein nasceu em Viena. De origem judaica, era filha de Sophie Bachmann e do músico Erwin Stein.